# Episernus angulicollis
Episernus angulicollis är en skalbaggsart som beskrevs av Thomson 1863. Episernus angulicollis ingår i släktet Episernus, och familjen trägnagare. Arten är reproducerande i Sverige.